# Kalbertal
Kalbertal ist ein Ort von insgesamt 106 Ortschaften der Gemeinde Reichshof im Oberbergischen Kreis im nordrhein-westfälischen Regierungsbezirk Köln in Deutschland.

## Lage und Beschreibung
Kalbertal liegt westlich der Wiehltalsperre, die nächstgelegenen Zentren sind Gummersbach (24 km nordwestlich), Köln (61 km westlich) und Siegen (45 km südöstlich).

## Geschichte

### Erstnennung
1388 wurde der Ort das erste Mal urkundlich erwähnt. „Johan von Kalberdal, Gerlach van Eckenhan und andere kündigen als Helfer des Ritters Godart von Drachenfels der Stadt Aachen die Fehde an.“ 
Die Schreibweise der Erstnennung war Kalberdal.
| Bevölkerungsentwicklung | Bevölkerungsentwicklung |
| Jahr                    | Einwohner               |
| ----------------------- | ----------------------- |
| 1946                    | 7                       |
| 1991                    | 6                       |
| 2005                    | 1                       |
| 2006                    | 4                       |
| 2008                    | 4                       |
| 2017                    | 6                       |
| 2018                    | 6                       |
| 2019                    | 6                       |